# Tinodes archliocos
Tinodes archliocos är en nattsländeart som beskrevs av Malicky 1977. Tinodes archliocos ingår i släktet Tinodes och familjen tunnelnattsländor. Inga underarter finns listade i Catalogue of Life.